# تپه احمدآباد ۴
تپه احمدآباد ۴ در شهرستان قزوین، روستای احمدآباد واقع شده و این اثر در تاریخ ۲۵ اسفند ۱۳۷۹ با شمارهٔ ثبت ۳۲۹۹ به‌عنوان یکی از آثار ملی ایران به ثبت رسیده است.